# Offenbach an der Queich
Offenbach an der Queich is een plaats in de Duitse deelstaat Rijnland-Palts, en maakt deel uit van de Landkreis Südliche Weinstraße.
Offenbach an der Queich telt 6.289 inwoners.

## Bestuur
De plaats is een Ortsgemeinde en maakt deel uit van de Verbandsgemeinde Offenbach an der Queich.